# ОШ „Радомир Лазић” Азања
Основна школа у селу Азања носи назив „Радомир Лазић“. Основана је давне 1851. године када је једно приватно училиште претворено у државно.
Временом је школа прошла кроз све фазе развоја и данас њу похађа 410 ученика у матичној осмогодишњој школи у Азањи са 16 одељења и у два издвојена одељења у местима Влашки До и Стублина где наставу похађају ученици прва четири разреда подељених у два комбинована одељења. У школи са успехом ради велики број секција међу којима се издвајају Драмска и Женска рукометна секција.
Доказ успешности јесте и добијање највећег признања у сфери образовања из 2006. године "Светосавска награда“ коју додељује Министарство просвете Републике Србије.
Постоји књига „Школство у Азањи” чији је аутор Жарко Талијан.

### Уводна напомена
Циљ овог текста јесте приказивање почетка школовања у Азањи. Због чега баш Азањска основна школа?
Разлог је једноставан. Прва основна школа у Азањи основана је још давне 1851. године. Период којим се бави овај текст (од оснивања до 1903. године) је остао највише замагљен у читавој историји не само школе већ и читавог села. Овим радом се приказује тренд раста броја ученика, али и услове у којима су учитељи радили и ђаци стицали своја прва знања. Азањска основна школа је приказана и у оквирима школства Доње Јасенице, управне области којој је Азања као село припадала.

### Оснивање школе у Азањи
У првој половини XIX века Кнежевина Србија је имала мало школа. Заправо експанзија школа је отпочела после стицања аутономије (Хатишериф 1830. године), а први пропис о уређењу школа у Србији је био Устав народних школа у Књажеству Србији из 1833. године, који је дао основне норме каснијим састављачима школских прописа, планова и програма. Први план за школе од 6. марта 1835. омогућио је стварање и правитељствених, државних, школа али и обшествених, општинских, школа. Тада је и Смедеревска Паланка добила прву школу. Велики значај за развој школства у Србији представљало је постављање Петра Радовановића за директора свих школа у [[Кнежевина Кнежевини. Кнежевина Србија, иако готово потпуно аграрна земља, показивала је сталне тенденције ка расту школства.
Погодило се тако да зачетак школства у Азањи буде у време када је Европи захватио талас Револуција 1848-1849. године. О Ђурђевдану те године двадесет пет ђака на челу са својим учитељом Јованом Поповићем је започело историју школовања у Азањи оформивши тада Приватно основно училиште. Школа је радила у једној кућици у којој је заседао до тада Примирителни суд. Учитељ Јован оставиће неизбрисив траг пошто је био веома поштован, доброг владања и опхођења према ученицима, а с' обзиром да у селу има своју кућу и баштину и да притом не тражи повећање плате, мештани су желели да остане у школи.
Тако су челни људи Обштине Азањске послали молбу 28. новембра 1850. године Смедеревском општинском началничеству тражећи да се приватно училиште за јавно прогласи. У томе је посредовао рођени Азањац потпуковник и кавалер Антоније Р. Мајсторовић, тада окружни начелник. Он је 17. априла 1851. године послао извештај Попечитељству просвештенија у којем се каже: "... Обштина Азањска среза јасеничког окружија овдашњег, преко среског старешине свога под 28. новембром 1850. године бр. 1618 поднела је Началничеству молбу, да јој одобрење надлежне веће власти издејствује, по коме ће она моћи приватно училиште своје, о Ђурђевудне прошле године заведено, за јавно прогласити и Началничество за моћи јој надлежно уделотворењу подати, прибавило је о томе нуждно известије преко истог старешине под 20. марта ове године бр. 1789 пр. год. на основу тога достављајући молбу њену високославноме Попечитељству на високо решеније Његово, о истоме училишту следујући понизно јавља.
Антоније Мајсторовић|Антоније Р. Мајсторовић]]
1 ...Обштина Азањска је справила јапију и намерава чим пролеће уделотворење получи, ново школско зданије са четири собе и кујном правити, гди ће наравно и квартир за учитеља бити и башта имати.
... 3. У приватном училишту њеном има 25 ученика, а без сумње кад се за јавно прогласи и зданије пространије начини имаће више ученика, који ћеду све већма унапредак умножавати, кад житељи њени за поставленијем таковог, жељно теже.
4. Приватни учитељ њен јесте Јован Поповић, житељ ондашњи.
5. Ова Обштина жели сама своје училиште без саучестија друге које обдржавати, почем је у стању то без приреза чинити."
Првог дана маја месеца 1851. године поменуто Попечитељство је послало допис у којем извештава о потврдном одговору на молбу Азањаца:"... На известије Началничества окружија Смедеревског од 17. априла т. г. бр. 1472 Обштина азањска своје приватно училиште ја јавно прогласти жели и у томе се смотренију на Попечитељство просвештенија обраћа, одговара Попечитељство да је оно јошт под 21. априлом т. г. ПН. 425 на представљење главног управитеља основних школа г. Петра Радовановића, речено училиште за јавно признало и њега о томе известило..."
То је био други, али прави од државе озваничен, почетак школства у Азањи. Обећана нова зграда убрзо је изграђена. То је била чатмара са једном учионицом и станом за учитеља, који се састојао од собе и кухиње, а имала је и доксат са тремом. Касније је отворено и друго одељење у згради која се налазила у црквеној порти са јужне стране и имала је две учионице и учитељски стан. Посредством већ помињаног Антонија Мајсторовића набављено је и прво школско звоно.
Када је двадесетих година XX века тадашњи управитељ школа у Србији Љубомир Н. Вукашиновић писао о српским школама поменуо је имена тројице Азањаца заслужних за отварање школе половином прошлог века:Милана Марковића и Живана Јанчића, општинских председника, као и Радојка Лазића народног посланика. Како наводи др Бранко Перуничић у поменутом делу Општина се врло ревносно опходила према својој школи, а прилог томе је и извештај учитеља Јована из 1857. године, а у којем се наводи да је школа снабдевена скамијама, великом штицом тј. таблом, асталом и столицом. Једини проблем је био тај што школа нема свог послужитеља па те послове обављају ученици седмично, а пошто школа није била обавезна велики је проблем и тај што ученици нередовно похађају наставу због разноразних других послова, понајпре у пољу али и код куће, јер су и даље били потребнији код куће него у школи. Те године школу је похађало 22 ђака.
Тих година се оснивају и нове школе у Срезу јасеничком о томе сведочи следећа табела:
Табела бр.1
| Место и година оснивања школе у Јасеничком срезу Смедеревска Паланка- 1802-1825 Баничина- 1829. Ковачевац- 1836. Церовац- 1840. Азања- 1851. Кусадак- 1855.-1860. Голобок- 1857. Јагњило- 1870. Глибовац- 1891. Селевац- 1891. Мраморац- 1893. |

На рад учитеља Јована нико није имао ниједну примедбу. У свом селу је образовао пуних десет година све док није премештен у село Коларе код Смедерева због потреба тамошње школе. Њега је заменио учитељ Лазар Живковић, педесетогодишњак родом из места Раниловић. Међутим учитељ Лазар је много више бринуо о свом личном интересу неголи о образовању младих Азањаца.
Наиме промена на српском престолу и повратак династије Обреновић на власт није се погодно одразила на Азањце јер су и, већ помињани, Антоније Р. Мајсторовић и свештеник Коста Мајсторовић, који је био надзиратељ школе, били присталице династије Карађорђевић па је сва прилика да су сви Азањци пали у немилост код новог- старог кнез Милоша Обреновића.
Сам кнез Михаило је радикално реорганизовао школски систем. Попечитељство је преименовано у министарство и формирано је Министарство просвете и црквених дела, регулисана су и организациона и материјална питања школа, деца су ослобођена верске лектире и први пут је регулисано право учитеља на личну и породичну пензију. Закон о слободи правописа од 12. марта 1868. године увео је нови правопис по Вуковој језичкој реформи.
Учитељи су се смењивали сваке године без неког већег успеха, а очигледна је била и празнина настала одласком најпознатијег азањског учитеља Јована Поповића. Тек се учитељ Димитрије Вујковић задржао нешто дуже и то у периоду 1866-1874. Поменути учитељ је известио Министарство 1870/'71. да први разред похађа 25 ученика, други 16, а трећи 10 ученика и да је неопходно отворити у Азањи и четврти разред.
Уведен је следеће године и четврти разред исто као што је то било по градовима. Школска 1877/'78. година остаће записана у историји азањске школе јер те године по први пут почињу радити два учитеља и то брачни пар Стабловић, Тодор и Персида. Персида је учила први и други разред, у које је ишао 51 ученик, док је Тодор учио трећи и четврти разред са само 13 ученика.
Закон о основној школи из 1882. године, предвидео је да школа постане обавезна и шесторазредна, прва четири разреда чинила су нижу, а пети и шести разред вишу- продужну основну школу. Број ученика за отварање школе прописан је на 30. Овим законом донете су одредбе и о оснивању школског одбора у свакој школској општини који је био дужан да се брине о свим условима рада школе. Наставним планом и програмом из 1883. године предвиђени су наставни предмети: хришћанска наука, српски језик, рачун, земљопис, српска историја, познавање природе, лепо писање (калиграфија), цртање, певање, гимнастика и женски ручни рад.
Један леп податак забележио је Миливој Симић, професор београдске ниже гимназије 1888. године: у срезу јасеничком најбољи успех у математици постигнут је у местима Велика Плана, Азања и Крњево.
Пописом од 13. новембра 1885. године Азања је имала 609 домова, 2510 мушких и 2416 женских лица. Од тог броја у Азањи је било писмено 376 мушких и 26 женских становника. Овако високом нивоу писмености вероватно је допринело и кажњавање родитеља деце која нису похађала наставу, о чему говори у свом извештају министру просвете и црквених дела за 1892. годину Панта Мајсторовић, управитељ школе и учитељ III разреда. Он извештава да су наставници азањске школе уредно извршавали своје обавезе и да је "школски одбор казнио за неоправдане изостанке следеће ђачке родитеље: Кузмана Маринковића, Павла Анђелковића, Живана Прокића и Панту Стојадиновића са по 18 динара, Аксентија Прокића, Николу Јелића, Димитриа Николића, Аксентија Илића и Арсенија Николића са по 9 динара..."
У школској 1893—1894. години у школу је уписано два одељења првог разреда, имала је пет учитеља са укупно 240 ђака. Слично стање поновило се и три године доцније, а у претпоследњој школској години истичућег века у школи је радило седам учитеља са по једним одељењем трећег и четвртог разреда, са два одељења другог и три одељења првака.
Закон о народним школама од 19. априла 1899. године одредио је да школска година почиње 1. септембра а завршава се свечаним испитом, који се мора извршити до Петровдана. Школе нису радиле на Божић и Васкрс по 10 дана, недељом и празником и четвртком после подне. Нови план и програм од 20. септембра 1899. године имао је тенденцију да изједначи мушке и женске школе, да смањи број наставних предмета сажимањем блиских и да наставу учини практичнијом. Тако су уведени предмети: наука хришћанска, српски језик са словенским читањем, земљопис са српском историјом, рачуница са геометријским облицима, познавање природе са пољопривредним поукама у мушким и поукама за домаћице у женским школама, цртање и лепо писање, ручни рад, певање, гимнастика и дечје игре. На самом крају деветнаестога века стање у школи по разредима било је следеће: Први разред похађало је 113 ученика, а у њему су радиле две учитељице: Милева Васићева и Персида Ћирковићка. Учитељица Јелена Вацићева учила је други разред од 50 ђака, а учитељ Љубомир Вукашиновић трећи разред од 57 ђака. Четвртаке, њих 64, учио је Василије Дачић.

### Нова школска зграда
Нови председник општине Милија Батинић, оснивач Земљорадничке задруге 1894. године, је са својим Азањцима у периоду 1900.-1902. године подигао нову школску зграду. У то време она је била највећа у овом делу Србије. Школски надзорник Велимир Вукићевић је у послатом извештају Министарству те 1902. године навео да у Срезу јасеничком постоје школе у местима: Паланка, Башин, Велика Крсна, Голобок, Глибовац, Ковачевац, Мраморац, Селевац, Азања, Баничина, Водице, Јагњило, Кусадак, Придворице, Рабровац и Ратаре. Оно што је био највећи проблем јесте хигијена и неадекватан смештај.
Изградњо нове школске зграде, школи је било омогућено да изађе из малих и тескобних кућица и премести се у новоизграђено модерно знање. То свакако по нашем мишљењу представља прекретницу у историји азањске школе којом почиње један нови период.
Развој школе у Азањи који је она постигла у другој половини XIX века, тачније од самог оснивања, настављен је и у новом веку. Несумњиво је да је пространа нова школска зграда омогућила квалитетнији развитак.